# The Firesign Theatre

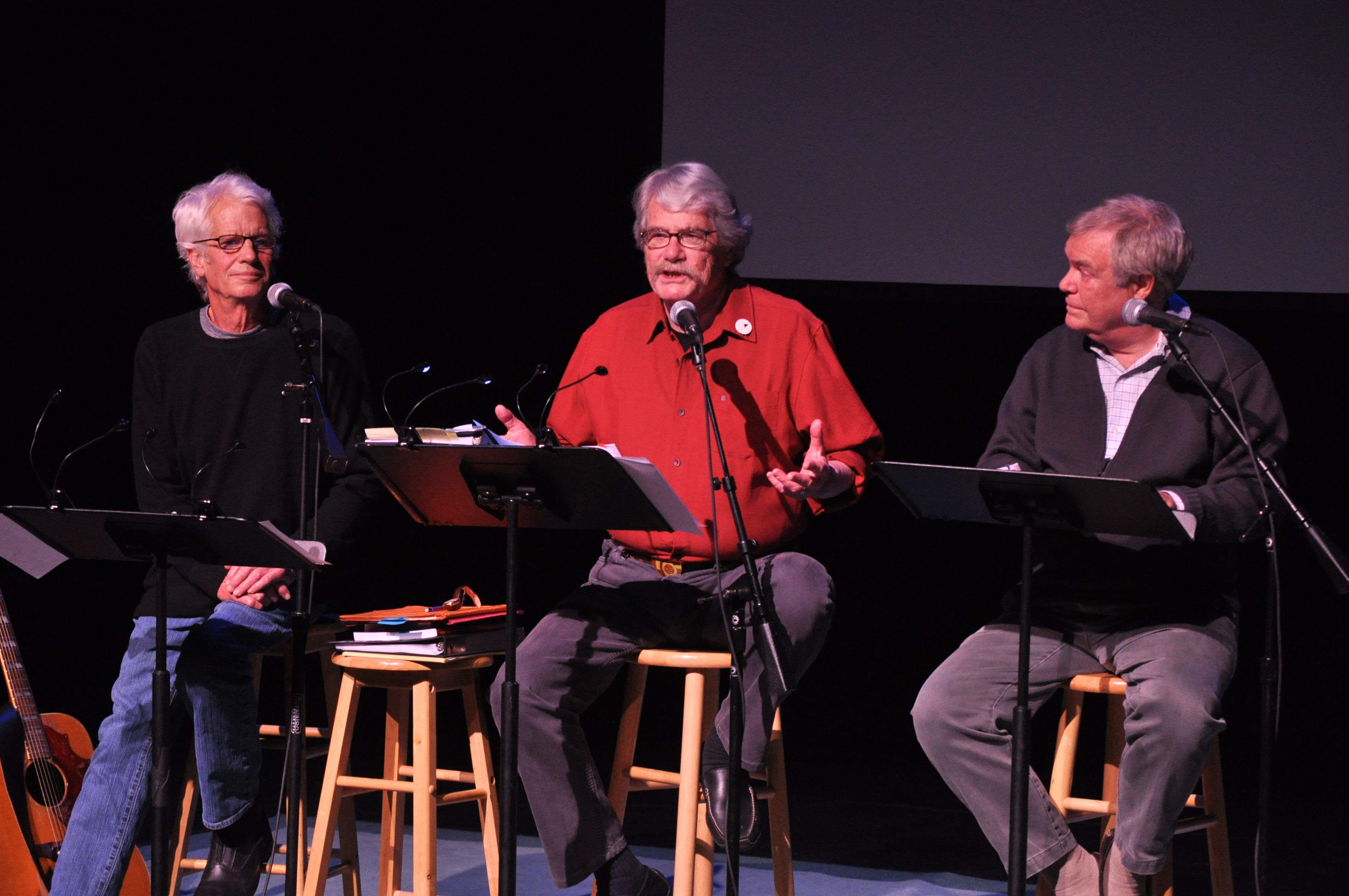

The Firesign Theatre est le nom d'une troupe de comiques américaine, formée au milieu des années 1960.
Elle est composée de Phil Austin, Peter Bergman, David Ossman et Philip Proctor.